# Plecka Dąbrowa
Plecka Dąbrowa – wieś w Polsce położona w województwie łódzkim, w powiecie kutnowskim, w gminie Bedlno.
| SIMC    | Nazwa | Rodzaj    |
| ------- | ----- | --------- |
| 0559196 | Zgoda | część wsi |

Do 1954 roku istniała gmina Plecka Dąbrowa, następnie aż do 1972 r. gromada Plecka Dąbrowa. W latach 1975–1998 miejscowość administracyjnie należała do województwa płockiego.

## Zabytki
Według rejestru zabytków NID na listę zabytków wpisane są obiekty:
- kościół parafialny pw. Zwiastowania NMP, drewniany, XVIII w., XIX w., nr rej.: 27 z 8.07.1967
- dzwonnica, drewniana, nr rej.: 394 z 8.07.1967
- zespół dworski, 2 poł. XIX w., nr rej.: 480 z 24.12.1978:
  - dwór
  - park